# Hans Schmidt (piloto de bobsleigh)
Hans Schmidt  fue un deportista alemán que compitió en bobsleigh. Ganó una medalla de bronce en el Campeonato Mundial de Bobsleigh de 1939, en la prueba cuádruple.

## Palmarés internacional
| Campeonato Mundial | Campeonato Mundial         | Campeonato Mundial | Campeonato Mundial |
| Año                | Lugar                      | Medalla            | Prueba             |
| ------------------ | -------------------------- | ------------------ | ------------------ |
| 1939               | Cortina d'Ampezzo (Italia) | Medalla de bronce  | Cuádruple          |